# Cucurbitaria piceae
Cucurbitaria piceae är en svampart som beskrevs av Borthw. 1909. Cucurbitaria piceae ingår i släktet Cucurbitaria och familjen Cucurbitariaceae.  Arten är reproducerande i Sverige. Inga underarter finns listade i Catalogue of Life.